# Dorfkirche Tornau

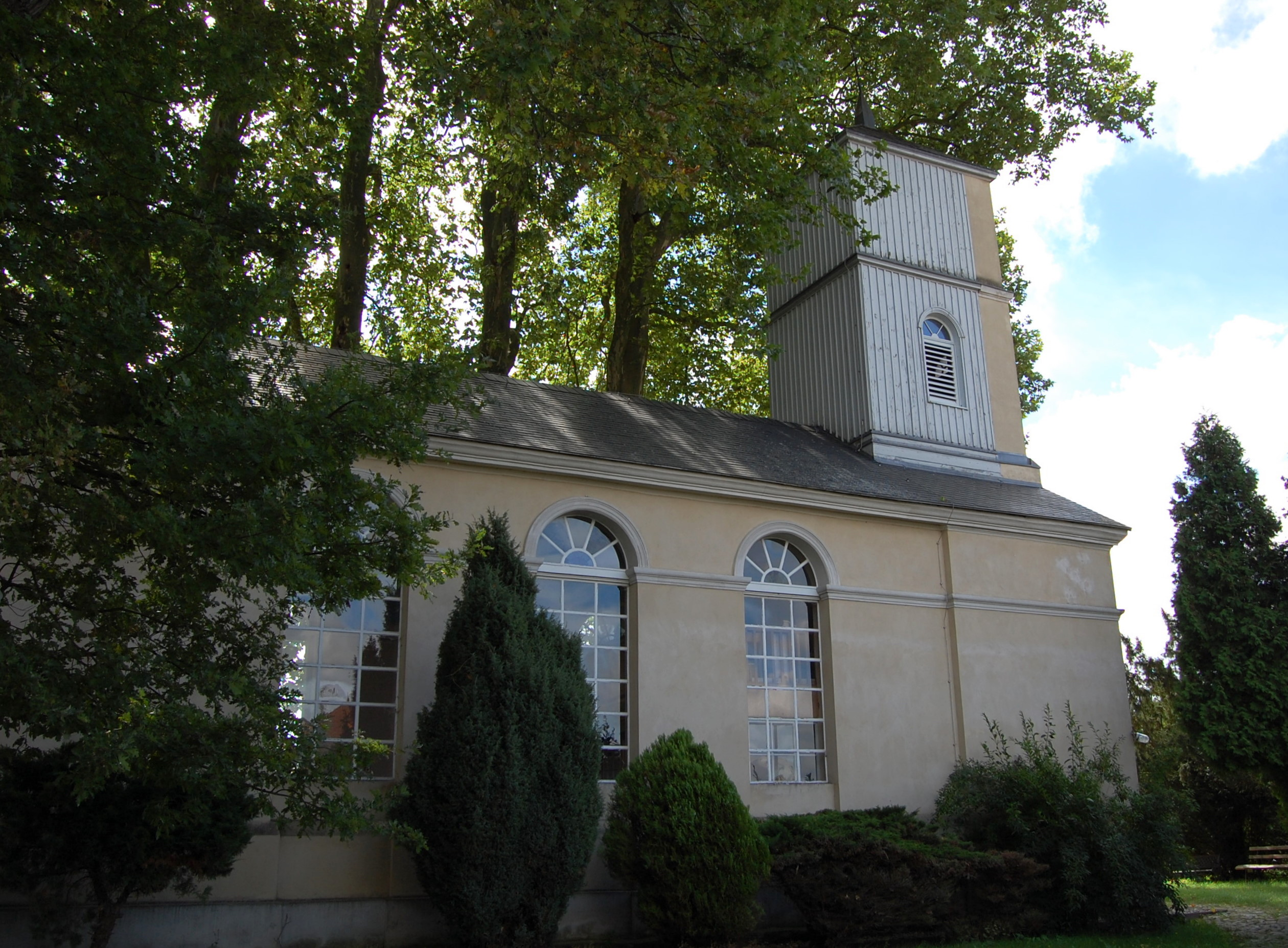
Dorfkirche Tornau

Die Dorfkirche Tornau ist die evangelische Kirche des zur Stadt Stendal gehörenden Dorfes Tornau.

## Architektur und Geschichte

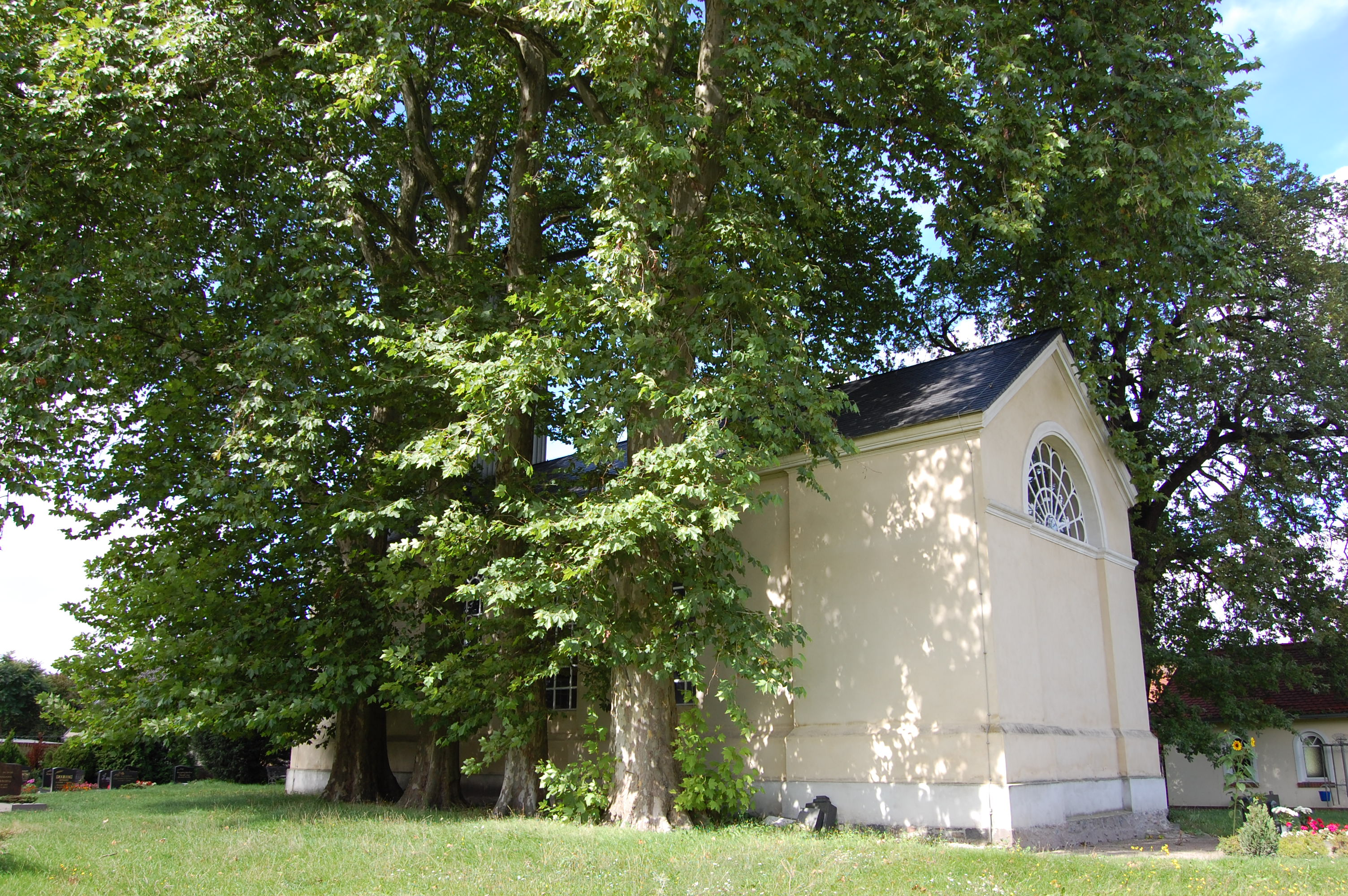
Kirchenschiff

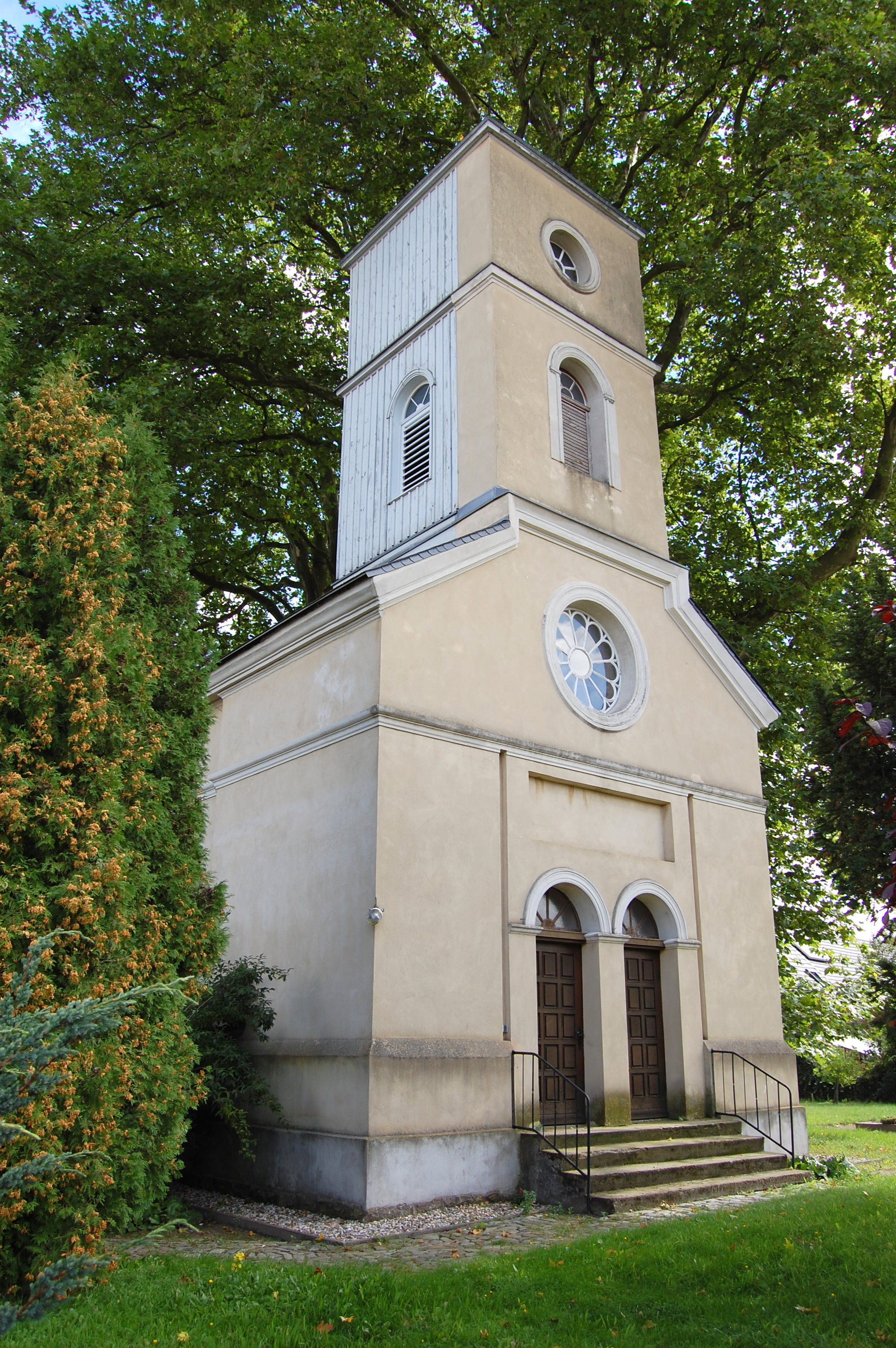
Kirchturm

Die Kirche entstand 1836 anstelle eines Vorgängerbaus im klassizistischen Stil aus verputztem Backstein. Das Kirchenschiff verfügt an seinen Längsseiten jeweils über drei große Rundbogenfenster. Im Giebel an der Ostseite befinden sich Halbkreisfenster. An der Westseite befindet sich auf querrechteckigem Grundriss der Kirchturm. In Höhe des First geht der Turm in einen quadratischen Grundriss über. Nur die Westwand des Turms ist massiv gemauert, die übrigen Wände bestehen aus verbrettertem Fachwerk. Der Eingang zur Kirche erfolgt von Westen durch zwei Rundbogenportale. Sowohl Turm als auch Fassade treten gegenüber dem Schiff etwas hervor.
1925 wurde die Kirche restauriert. Durch eine unsachgemäße Ausbesserung der Verputzung um 1970 stellte sich eine Beeinträchtigung des äußeren Erscheinungsbildes ein. Turm, Dach und Fassade wurden 1999 erneut restauriert.
Das Kircheninnere wird von einer bemalten, hölzernen, mit Kassetten versehenen Tonnendecke überspannt, die an den Seiten auf den Gesimsen ruht. Die Gesimse werden von den Fenstern unterbrochen. Die Ausstattung ist schlicht und stammt aus der Bauzeit. Darunter befindet sich auch ein Kanzelaltar. In der Kirche befindet sich eine Glocke aus dem Jahr 1494, der allerdings der Klöppel fehlt.
Nördlich der Kirche befindet sich als Zugang zum Kirchhof ein aus dem 16. Jahrhundert stammendes Backsteintor.